# 451 градус по Фаренгейту
«451 градус по Фаренгейту» (англ. Fahrenheit 451) — научно-фантастический роман-антиутопия Рэя Брэдбери, изданный в 1953 году. Роман описывает американское общество близкого будущего, в котором книги находятся под запретом; «пожарные», к числу которых принадлежит и главный герой Гай Монтэг, сжигают любые найденные книги. В ходе романа Монтэг разочаровывается в идеалах общества, частью которого он является, становится изгоем и присоединяется к небольшой подпольной группе маргиналов, сторонники которой заучивают тексты книг, чтобы спасти их для потомков. В книге содержится немало цитат из произведений англоязычных авторов прошлого (таких, как Уильям Шекспир, Джонатан Свифт и другие), а также несколько цитат из Библии.
Образы и темы романа, в том числе тема сожжения книг, подвергались различным интерпретациям, в том числе как метафора государственной цензуры и притеснения свободомыслия в тоталитарном обществе. Роман был написан в годы маккартизма в США, и Брэдбери в 1950-е годы говорил о нём как о реакции на тогдашние события. В более поздних интервью, однако, Брэдбери говорил об угрозе чтению и книжной культуре со стороны одурманивающих средств массовой информации, в первую очередь телевидения.
В 1954 году книга была удостоена премии Американской академии искусств и литературы и золотой медали Клуба Содружества Калифорнии. В 1984 году она была включена в «Зал славы» премии «Прометей», а в 2004 году удостоена премии «Хьюго», выданной «ретроспективно». Роман был неоднократно экранизирован (фильм 1966 года и фильм 2018 года), выпущена радиопостановка BBC Radio 1 (1982). Брэдбери сам адаптировал «451 градус по Фаренгейту» в сценарий для театральной постановки и записал аудиоверсию книги — в 1977 она была номинирована на премию «Грэмми». Он также принимал участие в создании текстовой компьютерной игры Fahrenheit 451 (1984), выступающей своеобразным продолжением романа.

## Сюжет
В недалёком будущем Америки представления о культуре сильно изменились, и книги, как носители прежней морали и культуры, стали незаконны. Дома из огнеупорных материалов сами препятствуют распространению пожаров, поэтому пожарные стали фактически ненужными. Но им поручена новая миссия — находить и сжигать книги.
Гай Монтэг — пожарный. Он любит свою работу, но иногда тайно забирает из домов книги, которые должен был сжечь. Также Гай любит гулять по ночам. И во время очередной прогулки он знакомится с новой соседкой — Клариссой Маклеллан, которая желает говорить о чувствах и мыслях, увлекается природой и интересуется книгами. Глядя на Клариссу, Монтэг понимает, что хочет менять свою жизнь. Он решает бросить свою работу и притворяется больным на сутки.
Брандмейстер Битти даёт Гаю день на то, чтобы прийти в себя, говоря, что у каждого пожарного бывают такие минуты в жизни. Но после этого он намекает ему, что Монтэг должен сжечь книгу, которую украл и спрятал под подушку. Битти утверждает, что смысл уничтожения книг состоит в том, чтобы сделать всех счастливыми. Что без книг не будет никаких противоречивых мыслей и теорий, никто не будет выделяться, становиться умней соседа. Жизнь граждан этого общества абсолютно избавлена от негативных эмоций — они только и делают, что развлекаются. Даже смерть человека «упростили» — теперь трупы умерших кремируются буквально через пять минут, чтобы никого не беспокоить.
Монтэг пытается разобраться в своих мыслях. Мужчина начинает доставать из тайника за вентиляционной решёткой книги и читать отрывки из них. Он просит свою жену помочь ему в этом, но Милдред не понимает его. Она в ужасе от происходящего, кричит о том, что он их погубит. Она отстраняется от него, надевая наушники и общаясь со своими телевизионными «родственниками».
Гай вспоминает о старике, которого он встретил год назад в парке. Фабер — бывший профессор английского языка. При встрече с Монтэгом старик вскочил и хотел сбежать. Но Монтэг остановил его и завёл разговор о погоде. Фабер стал более разговорчив, даже прочитал наизусть несколько стихотворений. Фабер записал ему свой адрес на клочке бумаги: «Для вашей картотеки, — сказал старик, — на тот случай, если вы вздумаете рассердиться на меня». Гай находит карточку бывшего профессора в ящике с надписью «Предстоящие расследования». Он звонит Фаберу и приезжает к нему домой с Библией. Монтэг просит научить его понимать то, что он читает. Фабер даёт ему миниатюрный приёмопередатчик для экстренной связи, похожий на слуховой аппарат. Они договариваются о том, как будут действовать — делать копии книг с помощью печатника (знакомого Фабера), дожидаться войны, которая разрушит нынешний порядок вещей. В надеждах, что тогда, в наступившей тишине, станет слышен их шёпот, а не интерактивные телевизоры.
Гай возвращается на работу со слуховой капсулой в ухе. В тот же вечер его жена и две соседки, мисс Клара Фелпс и миссис Бауэлс, которым Монтэг, разозлившись из-за их пустой болтовни, прочитал стихи «Берег Дувра», доносят, что Гай хранит дома книги. Битти подстраивает всё так, что Монтэг приезжает на вызов по сожжению собственного дома. За ним следит электрический пёс, которого пожарный всегда побаивался — он был уверен, что пёс настроен против него. По указанию брандмейстера, Гай сжигает собственный дом, а затем струёй пламени из огнемёта убивает спровоцировавшего его на это Битти, оглушает двух пожарных и сжигает электрического пса. Но пёс всё-таки успевает задеть его прокаиновой иглой, и одна нога Гая немеет, что замедляет его передвижение. Повсюду слышен вой сирен, за ним гонятся полицейские машины, начинается организованная погоня на полицейских вертолётах.
Гая чуть не сбивает машина, его спасает падение. «Водитель вовремя сообразил, даже не сообразил, а почувствовал, что мчащаяся на полной скорости машина, наскочив на лежащее тело, неизбежно перевернётся и выбросит всех вон». Поэтому в последнюю секунду машина круто свернула и объехала Монтэга. Гай подбирает книги и подбрасывает их в дом миссис Блэк и её мужа-пожарного. Далее он направляется в дом бывшего профессора. Там хозяин дома включает телевизор, и они узнают о транслируемой с воздуха погоне и о том, что доставлен новый электрический пёс, который выследит преступника. Монтэг советует своему союзнику бросить в печку стул, сжечь покрывало с постели и половик в прихожей, протереть спиртом мебель и все дверные ручки. Фаберу следует включить на полную мощность вентиляцию во всех комнатах, посыпать нафталином всё, что есть в доме, включить поливные установки в саду, промыть дорожки из шлангов, — чтобы прервать след Гая. Также они договариваются о встрече через одну-две недели в Сент-Луисе, при условии, что останутся живы. Монтэг должен написать Фаберу, который отправится в гости к печатнику. Гай берёт чемодан со старыми вещами своего соратника и покидает его дом.
Монтэг пробирается к реке, переодевается, заходит в воду, течение подхватывает его и уносит в темноту. Электрический пёс теряет его след у реки. Когда Гай выходит из воды, он заходит в лес, находит железнодорожную колею, ведущую из города вглубь страны, видит вдали огонь и идёт на его свет. Там он встречается с группой людей, которые относятся к нему очень дружелюбно. У них есть портативный телевизор, поэтому они заочно знают Гая. Ему дают выпить флакон с бесцветной жидкостью, чтобы изменить запах пота. Через полчаса Гай будет пахнуть, как двое совсем других людей. По телевизору они наблюдают инсценировку смерти Монтэга — вместо него механический  пёс своей прокаиновой иглой убивает случайного прохожего.
Далее выясняется, что новые знакомые Гая — часть сообщества, сохраняющего строки литературных произведений в своих головах до тех пор, пока тирания не будет уничтожена, а литературная культура не будет воссоздана (они боятся сохранять печатные книги, так как они могут выдать расположение повстанцев). Каждый из них помнит наизусть какое-либо литературное произведение. Монтэг также помнит несколько отрывков из библейских книг — Екклесиаста и Откровения Иоанна Богослова — и присоединяется к их сообществу. В одно мгновение начинается и заканчивается война, и группа профессоров вместе с Гаем наблюдают издалека за гибелью города в результате атомной бомбардировки. В этот момент Монтэг видит (или ему чудится) гибель Милдред. Фабер избегает гибели, он находится в это время в автобусе, следующем в другой город.
После катастрофы новые единомышленники отправляются в путь, и каждый думает о своём.

## Главные персонажи
| имя                                           | роль             |
| --------------------------------------------- | ---------------- |
| Гай Монтэг (англ. Guy Montag)                 | главный персонаж |
| Кларисса Маклеллан (англ. Clarisse McClellan) | подруга Монтэга  |
| Милдред (Милли)                               | жена Монтэга     |
| Фабер                                         | друг Монтэга     |
| Битти                                         | брандмейстер     |

## История создания

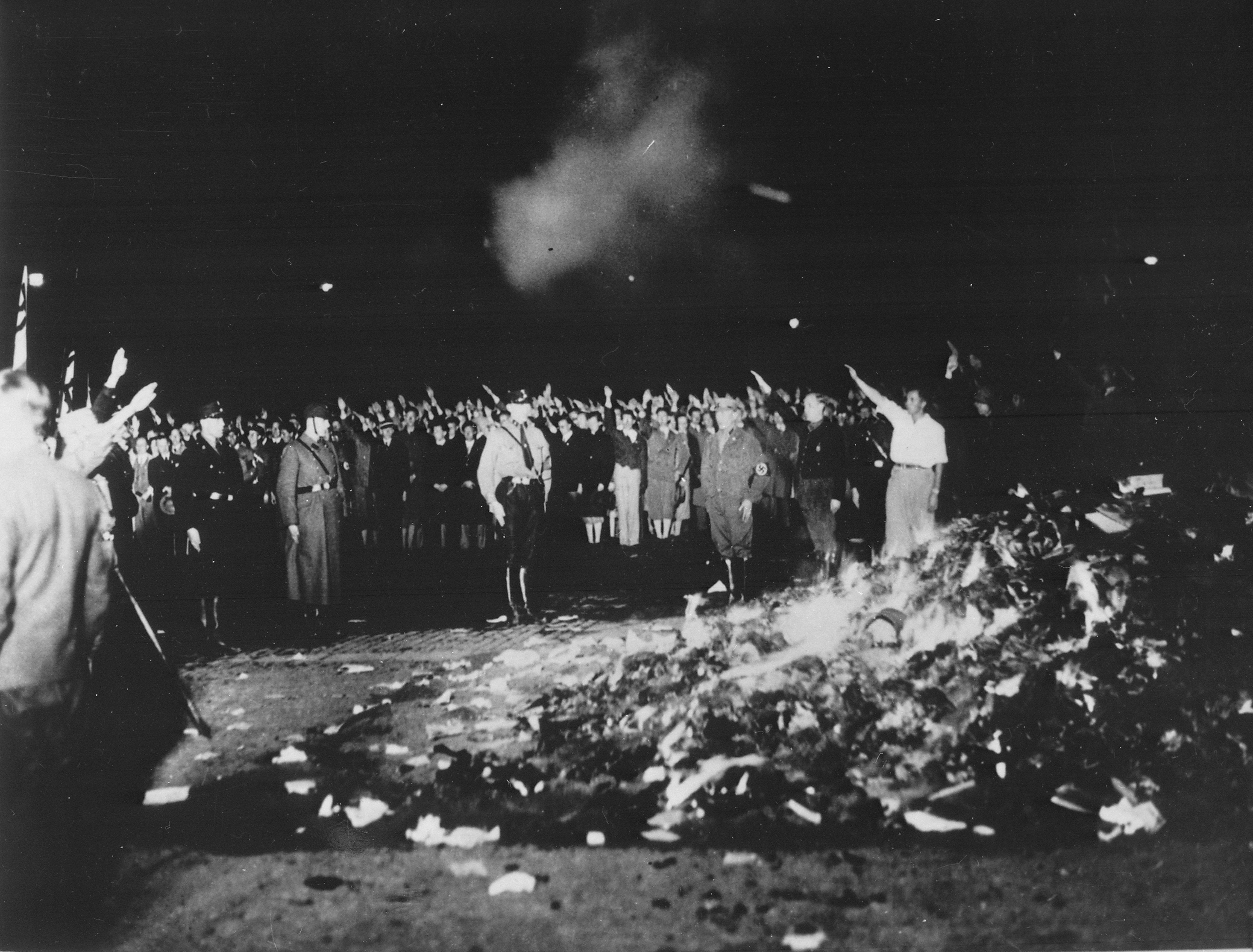
Сожжение книг в Берлине, май 1933

Негативный опыт сожжения книг уже был в истории человечества. Книги массово сжигались в нацистской Германии в рамках идеологической цензуры, а их авторы подвергались репрессиям. В США при сенаторе Джозефе Маккарти возникла политика маккартизма, в рамках которой практиковалось сожжение прокоммунистической литературы, хотя президент Дуайт Дэвид Эйзенхауэр призывал не сжигать книги, а помещать их в библиотеки, чтобы их могли читать.
Роман «451 градус по Фаренгейту» Рэй Брэдбери писал в подвальном помещении публичной библиотеки Лос-Анджелеса на прокатной пишущей машинке, у которой была прорезь для монет, и за 10 центов она включалась на полчаса. Роман был написан за девять дней, аренда машинки обошлась в 9 долларов 80 центов. В основу текста лёг неизданный рассказ «Пожарный» (1949), а также рассказ «Пешеход».
Впервые роман был напечатан в сокращённом виде в журнале Galaxy, а затем частями в первых выпусках журнала Playboy.

### Название
Название книги объясняется в эпиграфе: «451 градус по Фаренгейту — температура, при которой воспламеняется и горит книжная бумага». По Цельсию эта температура составляет примерно 233 градуса.
В социальных сетях, блогах и даже некоторых книгах можно встретить утверждение, что Брэдбери ошибся — перепутал название шкал, что бумага воспламеняется примерно при 450 градусах Цельсия. Британский писатель Гари Декстер (Gary Dexter), автор сборника историй о названиях различных произведений, в 2009 году в своём блоге со ссылкой на «Handbook of Physical Testing of Paper» пишет, что температура возгорания бумаги с вискозными волокнами 450 градусах по Цельсию, хлопковой бумаги — 475, бумаги из огнестойкого хлопка — 550. Декстер делает предположение, что Брэдбери перепутал градусы по Фаренгейту с градусами по Цельсию. Однако Декстер пишет о температуре горения бумаги из вискозных и хлопковых волокон. Такая бумага применяется для изготовления банкнот и бланков ценных бумаг. Книги и газеты сейчас обычно печатают на офсетной бумаге из древесной целлюлозы, температура возгорания которой значительно ниже. В справочнике «Пожаровзрывоопасность веществ и материалов и средства их тушения» указана температура воспламенения бумаги 230 °С. В различных современных исследованиях температура самовозгорания в зависимости от типа бумаги указывается в диапазоне от 218 до 246 °C (от 424 до 475 °F), хотя для специальных сортов может быть значительно выше — для фотобумаги это 365 °С (689 °F).
Сам Брэдбери в одном из интервью вспоминал, что для уточнения температуры возгорания бумаги он обращался в Калифорнийский университет и в Южно-Каролинский университет, но ответа не получил. После этого он позвонил в пожарную часть Лос-Анджелеса, где ему сказали температуру, ставшую названием романа.

## История изданий и цензура
Роман «451 градус по Фаренгейту» стал жертвой цензуры с самого начала своего выхода. В 1967 году издательство Ballantine Books начало публикацию специального издания книги для средних школ. Свыше семидесяти пяти фраз были изменены, чтобы исключить привычные брэдберивские ругательства «damn», «hell» и упоминание абортов, два фрагмента были переписаны, однако пометок о внесённых коррективах не имелось, и большинство читателей даже не догадывалось о них, поскольку мало кто читал оригинальную версию.
В то же самое время Ballantine Books продолжало печатать «взрослую» версию, которая продавалась в книжных магазинах. После шести лет параллельного выпуска двух изданий издатель прекратил выпуск «взрослой» версии, оставив лишь сокращённую, которая продавалась с 1973 по 1979 год. Об этом не подозревал ни сам Брэдбери, ни кто-либо другой.
В 1980 году друг писателя обратил его внимание на сокращения, и автор книги потребовал от издательства прекратить публикации сокращённых версий, заменив их полной. Издатель согласился, и с 1980 года стала выходить полная версия книги.
История с цензурой привлекла внимание Американской библиотечной ассоциации, которая обнаружила, что школьные клубы так или иначе сокращают книги. Апеллируя к своему авторитету и угрожая изъять пометки «лучшие книги АБА» из всех сокращённых изданий, организация добилась того, что сокращённые книги в школьном книжном клубе были помечены на страницах выходных данных как издание школьного книжного клуба.
Первые рецензии на это произведение в советской прессе появились уже во второй половине 1954 года. Отзывы на книгу были разные: от почти отрицательных до очень положительных. Отрицательные отзывы, прозвучавшие в идеологических журналах ЦК КПСС, таких как «Коммунист», не привели к запрету романа на территории Советского Союза. В СССР впервые издан в 1956 году на русском языке в переводе Т. Н. Шинкарь.

## Постановки
- Роман был дважды экранизирован:
  - в 1966 году французским режиссёром Франсуа Трюффо
  - в 2018 году американским режиссёром Рамином Бахрани (с Майклом Б. Джорданом в главной роли; действие фильма перенесено в современный мир)[17][18].
- В 1984 году в рамках телеальманаха «Этот фантастический мир» был снят телеспектакль «Знак Саламандры», созданный по мотивам романа Брэдбери и рассказа Эдварда Людвига (англ. Edward William Ludwig) «Маленький преступник»[19][первичный источник].
- 16 октября 2007 года в Санкт-Петербургском театре «Ювента» состоялась премьера спектакля «Симфония огня», поставленного по мотивам романа «451 градус по Фаренгейту»[20][значимость факта?].
- Также с 2007 года в московском театре «Et cetera» идёт спектакль А. Шапиро «451 по Фаренгейту».
- С 2019 года спектакль «451 градус по Фаренгейту» идёт на сцене Московского молодёжного театра под руководством Вячеслава Спесивцева. Режиссёр — Семён Спесивцев[21][первичный источник].

## Влияние

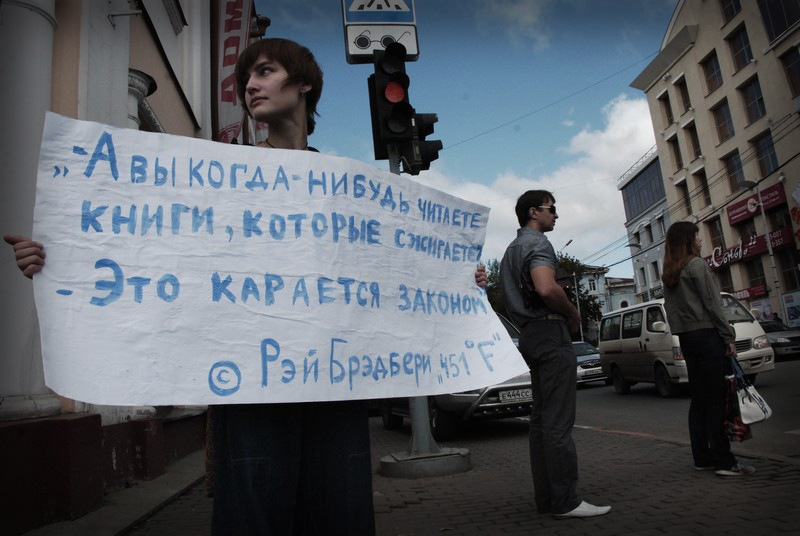
Одиночный пикет во время судебного процесса над «Бхагавад-гитой» в Томске с цитатой из романа, 2011 год

Широкая известность романа нашла отражение в популярной культуре. Отсылки к нему можно обнаружить в творчестве таких музыкальных групп и исполнителей, как Hawkwind (песня «Fahrenheit 451» из альбома «Choose Your Masques») «Урфин Джюс» (песня «451 °F» из альбома «15»), «Аквариум» (песня «Электрический пёс»), Александра Башлачёва (как «механический волк» — в песне «Абсолютный вахтёр») «Ария» (песня «Симфония огня» из альбома «Феникс»), ATB (песня «Fahrenheit 451») и «Уровень моря» (песня «451»).
В 1998 году почта Сан-Марино выпустила почтовую марку из серии «Научная фантастика» (итал. Fantascienza), посвящённую роману «451 градус по Фаренгейту» (Mi #1792).
Название романа обыгрывается в названии фильма Майкла Мура «Фаренгейт 9/11», снятого в 2004 году.
В 2012 году компания Google предложила стандартизировать новый статусный код протокола HTTP — HTTP 451, который будет предупреждать пользователей Интернета о том, что запрашиваемая ими страница существует, но недоступна им по юридическим причинам. Код был одобрен группой по выработке инженерного регламента Интернета в 2015 году и добавлен в стандарт HTTP в 2016 году; в тексте извещения о введении нового кода выражена благодарность Рэю Брэдбери.